# Rachispoda mexicana
Rachispoda mexicana är en tvåvingeart som beskrevs av Wheeler 1995. Rachispoda mexicana ingår i släktet Rachispoda och familjen hoppflugor. Inga underarter finns listade i Catalogue of Life.